# Folpet
Folpet es el nombre comercial del compuesto orgánico con la fórmula C6H4(CO)2NSCCl3. Es un fungicida derivado de la ftalimida (C6H4(CO)2N-) y cloruro de triclorometilsulfenilo. 
El compuesto es blanco, aunque las muestras comerciales pueden aparecer de color marrón. Está relacionado estructuralmente con Captan, que también es un fungicida que contiene triclorometilsulfenilo.
A diciembre de 2019 la resistencia a los folpet era todavía desconocida debido a sus múltiples efectos. Sin embargo en 2001 se notificó cierto grado de resistencia cruzada en la uva de Botrytis cinerea sudafricana resistente a la iprodiona.